# 卢忠肃公祠
31°21′57″N 119°49′00″E / 31.36597°N 119.81671°E
卢忠肃公祠即卢象升祠，位于中国江苏省无锡宜兴市宜城街道长桥河南岸、东撒珠巷（简称东珠巷）东端，为清代所建祭祀卢象升的专祠，始建于康熙二十六年（1687），原称卢公祠，乾隆时谥卢象升为忠肃，故改为此称。同治三年（1864）毁于战乱，同治九年（1870）重建。20世纪50年代后被改为他用，原建筑年久失修，2001年宜兴市政府拨款在原址拆除重建。
原建筑坐南面北，共两进，第一进过厅三间，室内正中悬周佛海所题“近古一人”匾额，第二进正厅三间配东西耳房各一间，檐下悬“忠孝文武”匾额，两侧柱联“无嗣昌不过郭汾阳，有廷麟乃成岳武穆”，室内正中悬“英灵犹在”匾额，塑卢象升全身像，左右配中军官和掌印官像，东西分设其夫人与父母的牌位，耳房用作存放《卢忠肃公全集》的书房。两进均配有东西厢房各三间，第一进东西分设其麾下阵亡将士和家丁顾宪的牌位，第二进东设其麾下将领虎大威、杨国柱（总兵官）、俞振龙（侦事总旗官）及马夫杨陆凯的牌位，西设其叔父卢国云、卢国君、卢国宏与弟卢象观、卢象国、卢象晋、卢象桢等人的牌位。重建时改为坐北面南，正厅三间，东西厢房各三间，正厅以紫砂塑卢象升全身像，东厢塑卢象升与麾下将士群像，西厢塑卢象升读书场景像。
原祠堂西南侧（今宜城街道文化中心对面）有其故居卢忠肃第，已于20世纪末旧城改造时拆除。